# (464293) 2016 AE79
(464293) 2016 AE79 es un asteroide perteneciente al cinturón de asteroides, descubierto el 3 de octubre de 2003 por el equipo Spacewatch desde el Observatorio Nacional de Kitt Peak (Arizona, Estados Unidos).